# Клитије
Клитије је у грчкој митологији било име више личности.

## Митологија
- Тројански старешина, Лаомедонтов син и отац Калетора и Проклеје.[1]
- Син краља Еурита, један од Аргонаута, кога је према неким ауторима убио Херакле, а према другима Ејет.[1]
- Један од гиганата, кога је Хеката уништила буктињама.[2]
- Један од војника у Турновој војсци.[3]
- Телемахов пратилац у Хомеровој „Илијади“.[4]
- Један од Еолових синова, који је пратио Енеју у Италију и кога је убио Турно.[5]